# Massimiliano Valcareggi
Massimiliano Valcareggi (ur. 12 lutego 1995 w Trieście) – grecki narciarz alpejski włoskiego pochodzenia.

## Wyniki

### Zimowe igrzyska olimpijskie
| 2014 Soczi/Krasnaja Polana (Rosja) | DSQ (Supergigant), 54. (slalom gigant), 37. (slalom) |

### Mistrzostwa świata
| 2013 Schladming 2013 (Austria) | 50. miejsce (slalom gigant) |

### Zimowe igrzyska olimpijskie młodzieży
| 2012 Innsbruck 2012 (Austria) | 8. miejsce (super gigant), 18. miejsce (slalom) |